# São João do Sabugi
São João do Sabugi är en kommun i Brasilien.   Den ligger i delstaten Rio Grande do Norte, i den östra delen av landet, 1 500 km nordost om huvudstaden Brasília. Antalet invånare är 5 914.
Omgivningarna runt São João do Sabugi är huvudsakligen savann. Runt São João do Sabugi är det glesbefolkat, med 14 invånare per kvadratkilometer.